# Braziliaans jiujitsu

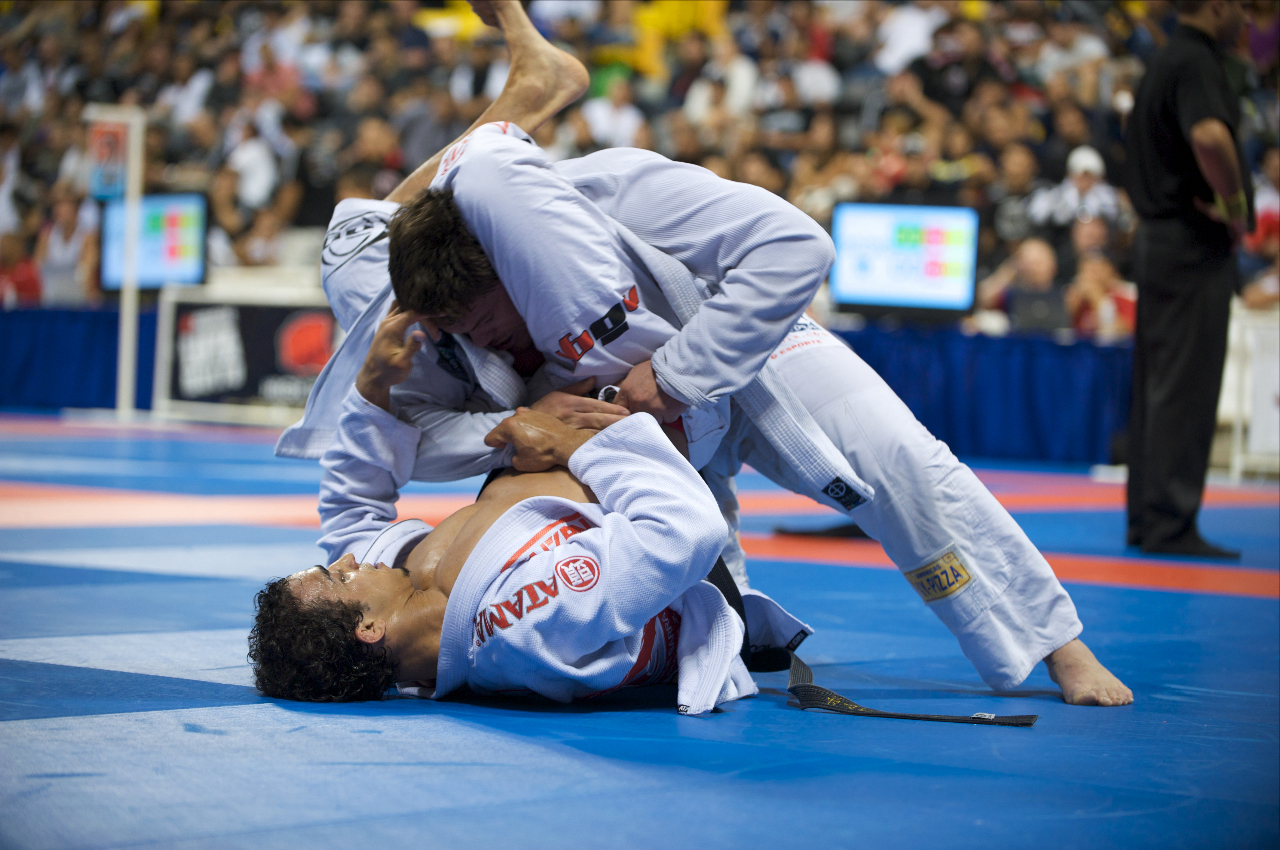
Een wedstrijd tussen twee BJJ beoefenaars tijdens de wereldkampioenschappen jiujitsu in 2009

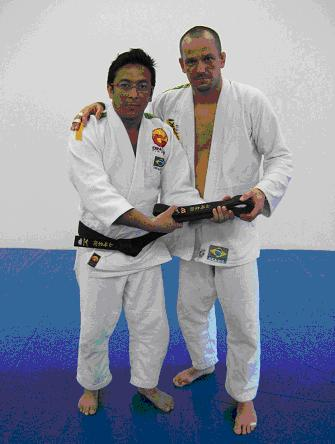
Fernando Yamasaki en Mathieu Peters, uitreiking zwarte band begin 2007

Braziliaans jiujitsu (BJJ) is een krijgskunst die zich richt op grappling met de nadruk op grondgevechten. Het doel is een dominante positie te krijgen en ervoor te zorgen dat een aanvaller zo snel mogelijk "afklopt". Het is gebaseerd op een aangepaste variant van het traditionele Japanse jiujitsu, genaamd "Jiu-do". Het idee is dat zacht wint van hard. Met andere woorden, een kleiner, zwakker persoon kan met de juiste technieken en bewegingen zichzelf verdedigen tegen een sterkere, grotere aanvaller. Men kan het  beoefenen als zelfverdediging of tijdens speciale grappling- of mixed-martial-artstoernooien.
Sparren en continu herhalen van oefeningen spelen een belangrijke rol in trainingen. Het gaat vooral om de prestatie die geleverd wordt, met name tijdens wedstrijden en toernooien.
Soms wordt de krijgskunst ook wel Gracie Jiu Jitsu (GJJ) genoemd, maar deze naam is gepatenteerd door Rorion Gracie en refereert aan de stijl die hij en zijn leraren uitdroegen. Andere leden van de Gracie-familie hebben iets vergelijkbaars zoals Charles Gracie en Renzo Gracie. Elke stijl heeft zijn eigen, unieke aspecten, maar wordt gekend als Braziliaans Jiu Jitsu.
Ook het graduatiesysteem is anders dan in het traditionele jiujitsu.
Hierbij wordt naar inzicht van de leraar, alle "gordels" van dezelfde kleur verslaan of door middel van wedstrijden.
Daarbij zijn er minder gordels, dus is het niveau van een iemand met een witte gordel minder nauwkeurig in te schatten.

## Geschiedenis
De krijgskunst begon toen Sensei Mitsuyo Maeda, een meester in Kosen Judo, een vorm van judo die zich meer specialiseerde in het grondgevecht (Ne Waza) , emigreerde naar Brazilië. Hij veranderde dodelijke trainingsmethodes in een niet dodelijke vorm en leerde deze technieken aan Carlos Gracie die het op zijn beurt aan zijn jongere broer Hélio doorgaf. De broers leerden hun kinderen de sport die de familietraditie vandaag de dag nog steeds voortzetten. De familie Gracie heeft het systeem door de jaren heen steeds verder geperfectioneerd. Vaak vechten ze Vale Tudo wedstrijden (voorloper van mixed martial arts) waarin ze de focus legden op grond gevechten en aanpassingen van technieken.
BJJ werd begin jaren 90 bekend in de Verenigde Staten toen Royce Gracie de eerste, tweede en vierde "Ultimate Fighting" kampioenschappen won. Sindsdien is het een voorkeurssport voor veel MMA-vechters en wordt het breed geroemd om zijn nadruk op grondgevechten. BJJ toernooien hebben wereldwijd groeiende aandacht en worden steeds bekender en groter zoals de "no-gi submission grappling toernooien" van de ADCC (Abu Dhabi Combat Club)

## Banden
| Wit    |
| Geel   |
| Oranje |
| Groen  |

| Wit        |
| Blauw      |
| Paars      |
| Bruin      |
| Zwart      |
| Zwart/Rood |
| Rood       |

De banden worden uitgereikt naargelang de prestaties in de club en op wedstrijden, maar het hangt echter van club tot club af wanneer je gepromoveerd wordt. Sommige clubs voeren examens door om iemands basiskennis te testen, dit is echter niet verplicht.

## Nederland
BJJ is in de afgelopen jaren flink gegroeid in Nederland. Er zijn tegenwoordig meer dan 100 sportscholen waar je in Nederland Braziliaans jiujitsu kunt oefenen. Teams die in Nederland aanwezig zijn: Jiu Jitsu Factory, EGJJF, Gracie Barra, Renzo Gracie, Roger Gracie en 10th Planet.
Hiernaast zijn er ook meerdere competities per jaar waar je aan kunt deelnemen. Een aantal voorbeelden van deze competities zijn de BJJ Dutch open, de BJJ Den Haag Open, de BJJ Rotterdam Open, Grappling Industries Amsterdam en nog veel meer. Er zijn zowel gi als no gi competities in Nederland.

## België
Het BJJ kwam halverwege de jaren negentig van de 20e eeuw naar Europa. Het was de Nederlandse, eerste generatie UFC-vechter, Remco Pardoel die het Braziliaanse jiujitsu in Nederland/Europa introduceerde. Inmiddels bestaan er in Europa tientallen scholen waar les wordt gegeven in BJJ.
Over het algemeen is er een goede verstandhouding tussen de verschillende clubs en teams. De wedstrijdvechters in België trainen vaak samen, ongeacht het team of affiliatie. Dit zorgt ervoor dat het niveau in België gestegen is.
In het verleden waren velen genoodzaakt om steeds naar het buitenland te trekken voor wedstrijden en seminaries. In de 21e eeuw richten de clubs zelf meer en meer stages, seminaries en wedstrijden in om hun niveau te verhogen. Ondertussen heeft België zelf al tal van goede lesgevers voortgebracht waardoor men tegenwoordig minder afhankelijk is van het buitenland om bij te leren.

## Bekende BJJ-atleten
- John Robert Buck
- Craig Jones
- Gordon Ryan
- Rafael Mendes
- Marcelo Garcia
- Rubens Charles 'Cobrinha'
- Paulo Miyao
- Kaynan Duarte
- Andre Galvao
- Harold Harder
- Lucas Lepri
- Leo Viera
- Leandro Lo
- Michel Verhoeven
- Romulo Barral
- Saulo Riberio
- Rafael Lovato Jr
- Marcus Almeida 'Buchecha'
- Roger Gracie
- Royce Gracie
- Bernardo Faria
- Wim de Putter (België)
- Reinier de Ridder (Nederland)

## Bekende beoefenaars
- Anthony Bourdain - blauwe band (overleden in 2018)
- Mark Calaway - zwarte band
- Tom Hardy - paarse band[4]
- Dave Mustaine - paarse band in 2021[5]
- Ed O'Neill - zwarte band